# Francesco Di Carlo
Francesco Di Carlo (Altofonte, 18 de febrero de 1941 - París, 16 de abril de 2020) fue un miembro de la mafia siciliana que se convirtió en testigo protegido (pentito - un mafioso convertido en informador) en 1996. Fue acusado de ser el asesino de Roberto Calvi, apodado "el banquero de Dios", porque estaba a cargo del Banco Ambrosiano y su estrecha asociación con el Banco del Vaticano.

## Carrera temprana
Di Carlo nació en Altofonte, donde fue iniciado en la mafia en 1966 por el jefe de la banda, en esa época, Salvatore La Barbera (que no debe confundirse con el jefe de Palermo Centro, asesinado en 1963). Se convirtió en capo famiglia a mediados de la década de 1970. Altofonte formó parte del mandato de San Giuseppe Jato, encabezado por Antonio Salamone y Bernardo Brusca. Según el pentito Giuseppe Marchese, Di Carlo era un mafioso influyente y un narcotraficante muy competente relacionado con el clan de la mafia de los Corleonesi. 
Fue descrito como un mafioso elegante e inteligente que recibió una educación en el prestigioso colegio jesuita de san Luis Gonzaga en Palermo, donde conoció al príncipe Alessandro Vanni Calvello, quien sería el padrino en su matrimonio. Di Carlo y Vanni Calvello eran socios en el club nocturno "Il Castello" en San Nicola Arena, a las afueras de Palermo en la carretera a Messina. El club era popular entre los beau monde de Palermo y ofrecía conciertos de estrellas visitantes como Ray Charles y Amanda Lear. Sin embargo, durante el día, la mafia lo usó como lugar de reunión. 

## Expulsado de la Cosa Nostra
Fue expulsado (posato) de la Cosa Nostra, debido a un conflicto sobre un envío perdido de heroína o un envío no pagado de hachís. Debido a sus útiles contribuciones para la mafia, no fue asesinado, sino que tuvo que abandonar Italia. Se trasladó a Londres. Su hermano Andrea Di Carlo asumió el mando de la familia de la mafia y se convirtió en miembro de la Comisión de la mafia siciliana. 
Según Di Carlo, fue expulsado en 1982 porque se negó a traicionar a algunos miembros del clan de la mafia Cuntrera-Caruana (Pasquale Cuntrera y Alfonso Caruana), durante la Segunda guerra de la mafia en la provincia de Agrigento. El jefe de la mafia, Carmelo Colletti, conectado con los Corleonesi, había tomado el mando después de asesinar a Giuseppe Settecasi y a su teniente  Leonardo Caruana. También quería eliminar al resto de Cuntreras y Caruanas. Sin embargo, fue Colletti el que fue asesinado en 1983.

## Narcotráfico
En el Reino Unido estuvo involucrado en el tráfico de hachís y heroína. Compró una mansión en Woking, Surrey, en el cinturón de corredores de bolsa cerca de Londres. En el Reino Unido se asoció con Alfonso Caruana. Di Carlo creó una infraestructura para facilitar las operaciones de contrabando: era dueño de un hotel, agencias de viajes y compañías de importación y exportación.
En junio de 1985, el British HM Customs and Excise y la Royal Canadian Mounted Police (RCMP) confiscaron sesenta kilogramos de heroína en una entrega controlada. Posteriormente fue arrestado con otros tres. En marzo de 1987, fue condenado y sentenciado a una pena de prisión de veinticinco años por tráfico de heroína.

## Pentito
En junio de 1996, decidió colaborar con las autoridades italianas. Fue trasladado de su prisión del Reino Unido a Roma. Fue aclamado como el "nuevo Buscetta". Di Carlo mencionó a varios políticos como miembros de la Cosa Nostra, entre otros: el político demócrata cristiano Bernardo Mattarella, el expresidente de Sicilia Giovanni Provenzano, y Giovanni Musotto, padre de Francesco Musotto, expresidente de la provincia de Palermo, acusado de asociación a la mafia.
También testificó sobre el asesinato del periodista Mauro De Mauro. El periodista de investigación había sido secuestrado y asesinado por la mafia en 1970. Di Carlo testificó en 2001 que De Mauro fue asesinado, porque se enteró de que uno de sus antiguos amigos fascistas, el Príncipe Junio Valerio Borghese, estaba planeando un golpe de Estado (el llamado Golpe Borghese) con determinados oficiales del ejército afines, con el fin de detener lo que consideraban como la deriva de Italia hacia la izquierda. Di Carlo se convirtió en un testigo importante en diversos juicios contra la mafia. También testificó en los juicios contra el ex primer ministro Giulio Andreotti y contra la mano derecha de Silvio Berlusconi, Marcello Dell'Utri. 
Deseaba mudarse a Canadá como parte de un acuerdo internacional que le permitió ser reubicado en cualquier parte del mundo. En una entrevista exclusiva con W-FIVE, confirmó la acusación de que la mafia siciliana consideraba que Canadá era el mejor lugar del mundo para llevar a cabo sus negocios criminales. En noviembre de 2000, habló con W-FIVE con la esperanza de enviar un mensaje a Alfonso Caruana. Durante su entrevista reveló que el sumo consejo de la mafia había ordenado a Di Carlo que asesinara a Caruana, que había caído en desgracia. Se negó, salvando la vida de Alfonso, pero poniendo la suya en peligro. Di Carlo quería que los Caruanas recordaran este favor.

## Participación en el asesinato de Roberto Calvi
En julio de 1991, el pentito Francesco Marino Mannoia afirmó que Di Carlo había matado a Roberto Calvi, apodado "el banquero de Dios", porque estaba a cargo del Banco Ambrosiano, en el que el Banco del Vaticano era el principal accionista. Calvi había sido asesinado porque había perdido fondos de la mafia cuando el Banco Ambrosiano colapsó. La orden de matar a Calvi había venido del jefe de la mafia, Giuseppe Calò. 
Cuando Di Carlo se convirtió en testigo protegido en junio de 1996, negó que él fuera el asesino, pero admitió que Calò se había acercado a él para hacer el trabajo. Sin embargo, no pudo ser contactado a tiempo, y cuando más tarde llamó a Calò, este último le dijo que todo había sido resuelto. Según Di Carlo, los asesinos fueron Vincenzo Casillo y Sergio Vaccari, que pertenecían a la Camorra de Nápoles y que ya habían sido asesinados.

## Fallecimiento
Murió en Paris a los setenta y nueve años el 16 de abril de 2020 después de contraer COVID-19 durante la pandemia de enfermedad por coronavirus.